# Jules Monasch
Jules Monasch, artiestennaam voor Juda Monas (Amsterdam, 11 januari 1885 – Auschwitz, 2 november 1942), was een Nederlands danser en violist.
Hij was zoon van Mozes Monas en Rachel Delmonte. Hijzelf trouwde met danspartner Rachel Vleesdrager (1885-1942), uit het huwelijks werd op 7 juni 1908 de dochter Regina (later kantoorbediende) geboren. Vrouw en dochter werden ook tijdens het Nazi-bewind tijdens de Tweede Wereldoorlog omgebracht, Rachel op dezelfde dag en dezelfde plaats als haar man; dochter werd in Sobibór omgebracht op 2 juli 1943.
Net als zijn vader werd Jules Monasch musicus, aldus zijn inschrijving in het militieregister. Alhoewel hij in december 1904 “tot de dienst werd aangewezen” werd hij een maand later toch afgekeurd vanwege lichamelijke gebreken. Hij voerde echter sinds de jaren tien een dansinstituut aan huis in de Kerkstraat 399 in Amsterdam-Centrum. Hij omschreef zichzelf steevast als internationaal gediplomeerd Professeur de danse in de danssport en Instructeur van het college van Nederlandse dansonderwijzers. Het lesgeven combineerde hij met optredens als feestleider, een soort ceremoniemeester, bijvoorbeeld van bal masqués, thé dansants, soirée dansantes etc. Zo waren er in 1911 lessen in Odeon (Dansclub Johan Straus). Zaken liepen goed, want op 29 maart 1922 werd zijn 12,5-jarig jubileum gevierd met coryfeeën Mazzoleni, Louis Davids, Stella Fontaine, Lou Bandy en Max Tak. Hij gaf niet alleen les in Amsterdam, maar ook in het Kurhaus te Scheveningen, zaal Diligentia te Den Haag, Musis Sacrum te Arnhem en Riche, een dansgelegenheid in Zandvoort. Hij was immers erkend Frans danser en mocht in 1923 Frankrijk vertegenwoordigen bij het "Congres van Dansleraren" te houden in Nijmegen. Ook verzorgde hij cabaretavonden voor goede doelen, zoals een inzameling van "Kleeding en schoeisel voor minvermogende kinderen in 1925", een jaarlijks terugkerende inzamelingsactie.
Jules Monasch gaf bij zijn twintigjarig jubileum in 1928 in weekblad De Kunst aan dat ook zijn grootvader danser was geweest. Tegelijkertijd gaf hij aan dat de moderne dans die de jeugd in 1928 beoefende de klassieke dans de nek zou omdraaien.
Monasch geldt als ontdekker van Bob Scholte, die hij in een synagoge hoorde zingen en in contact bracht met een impresario.